# Pipeline: The Surf Coaster
Pipeline : The Surf Coaster, ou simplement Pipeline, est un parcours de montagnes russes lancées situé à SeaWorld Orlando, en Floride. Fabriquée par Bolliger & Mabillard, l'attraction a ouvert le 27 mai 2023. Pipeline est un modèle de Surf Coaster et a pour thème le surf, avec des trains en forme de planche de surf.
Il s'agit d'un prototype unique en son genre où les sièges des passagers bougent de haut en bas le long du parcours.
Les montagnes russes atteignent une hauteur de 34 mètres, une vitesse maximale de 97 km/h et une longueur de 900 mètres.

## Histoire
Le développement d'un nouveau prototype de montagnes russes a commencé en 2019, suivi par le dépôt d'une marque de brevet pour un Surf Coaster par le constructeur Bolliger & Mabillard le 28 mai 2019. Un projet portant le nom de code Project Penguin a été révélé en janvier 2020 après que des plans de travail ont été déposés auprès des autorités du comté d'Orange pour une nouvelle attraction en 2021. Le nouveau projet devait être construit à l'avant du parc, près d'un sentier qui longe le Bayside Stadium. La zone avait été utilisée dans le passé pour des festivals dans le parc.
Des plans ultérieurs ont été réalisés en juin et en septembre 2020, qui ont également confirmé que le nouveau projet serait « un grand huit de lancement personnalisé » doté d'un système de retenue en position debout. Les premiers rapports spéculaient que le modèle Surf Coaster serait construit à SeaWorld Orlando.
Les teasers pour les nouvelles montagnes russes de SeaWorld Orlando ont commencé en avril 2022. Une image d'arbres avec des rails de montagnes russes en arrière-plan a été représentée dans le premier teaser. En juin 2022, le parc a diffusé un teaser avec l'avertissement « High surf advisory » signifiant « Avis de fortes vagues ». Cet avertissement sera plus tard utilisé comme hashtag pour attirer l'attention sur les montagnes russes et en faire la promotion sur les réseaux sociaux. En raison des retombées de l'ouragan Ian en septembre 2022, la présentation officielle des nouvelles montagnes russes a été retardé.
La dernier teaser a été publiée au début du mois d'octobre 2022. On y voit l'avancement de la construction de l'attraction. Le 18 octobre 2022, le parc dévoile officiellement Pipeline: The Surf Coaster. L'ouverture est prévue pour le printemps 2023. Il a été présenté comme le premier Surf Coaster au monde. Les trains de Pipeline ont été présentés à l'exposition de l'International Association of Amusement Parks and Attractions (IAAPA) le 15 novembre 2022.
La construction du parcours s'est achevée un mois plus tard, le 19 décembre 2022. Cela a été suivi par des tests en mars 2023. La date d'ouverture officielle a été révélée comme étant le 27 mai 2023, avec une période de préouverture pour les détenteurs de passes annuels à partir du 12 mai 2023.

## Expérience
Après avoir quitté la gare, le train sur le thème de la planche de surf s'élance à 97 km/h dans un overbanked turn de 34 mètres vers la droite. Ensuite, le train tourne à gauche dans une inversion appelée wave curl par le parc, avant de remonter et de tourner à droite dans l'un des deux éléments de l'hélice. Après avoir franchi l'hélice de 360°, le train tourne immédiatement dans un second overbanked turn. Le train s'engage dans une colline d’airtimes, tourne à droite, puis tourne à gauche dans une deuxième hélice de 270°. Le train tourne ensuite à gauche immédiatement après l'hélice, avant de tourner à droite jusqu'au freinage.

## Caractéristiques
Bien que l'attraction présente des similitudes avec le modèle des montagnes russes debout, il a été précisé que l'attraction n'en était pas une, comme l'a déclaré Jonathan Smith, vice-président des attractions et de l'ingénierie de SeaWorld. Smith a déclaré à l'IAAPA Expo le 15 novembre 2022 que les différences résidaient dans le fait que, contrairement aux montagnes russes debout où les passagers se tiennent "droits", les dispositifs de retenue des montagnes russes de surf sont mobiles.

## Thème
Les montagnes russes ont pour thème le surf. Plus précisément les cultures du surf en Californie et en Australie. Le parc présente la section de lancement des montagnes russes comme un « lancement du surf », ainsi que des « mouvements de saut de vague », qui déplacent les sièges des passagers de haut en bas pour ressembler à la sensation de surf. De plus, les trains des montagnes russes sont conçus pour imiter les planches de surf. La seule inversion des montagnes russes s'appelle l'inversion wave curl, qui est basée sur la manœuvre de surf cork alley oop.